# Big Dirty Band
The Big Dirty Band est un supergroupe canadien, et est composé des membres de groupes suivants :
Geddy Lee (basse) et Alex Lifeson (guitare) tous deux du groupe Rush, Ian Thornley (vocal et guitare) des groupes Big Wreck et Thornley, Adam Gontier de Three Days Grace, Care Failure (vocal) du groupe Die Mannequin, et Jeff Burrows (batterie) du groupe The Tea Party
Big Dirty Band a participé à la réalisation du bande sonore du film Trailer Park Boys (canadien). Il a réalisé I Fought The Law de Sonny Curtis, membre du groupe The Crickets.

## Membres actuels
- Care Failure
- Geddy Lee
- Alex Lifeson
- Ian Thornley
- Adam Gontier
- Jeff Burrows